# Emotikon

Usměvavý emotikon

Emotikon (též emotikona) je text připomínající tvarem a seskupením znaků výraz tváře, který vyjadřuje pisatelovu náladu, postoj či emoce. Obvykle je složený z interpunkčních a speciálních znaků, písmen nebo číslic. Jde o speciální formu ASCII artu, jejíž význam se musí interpretovat obvykle při otočení o 90° doprava (někteří uživatelé však používají i opačnou orientaci). První emotikony :-) a :-( napsal již v roce 1982 Scott Fahlman
Používají se především v médiích jako jsou e-maily, internetové chaty a SMS, začínají se objevovat i v pravidelných periodikách, převážně pro mládež. V oficiální komunikaci se příliš nevyskytují. Ale například Pavel Herout je používá ve svých knihách o programování již od poloviny 90. let.
V souvislosti s rozvojem dalších komunikačních platforem jsou v různých programech často zastupovány pomocí emodži zobrazujících obličej nebo ideogram přímo jako jeden znak. Zejména v japonsku se také používají kaomodži, pro jejichž čtení není třeba naklánět hlavu.

## Historický ohled

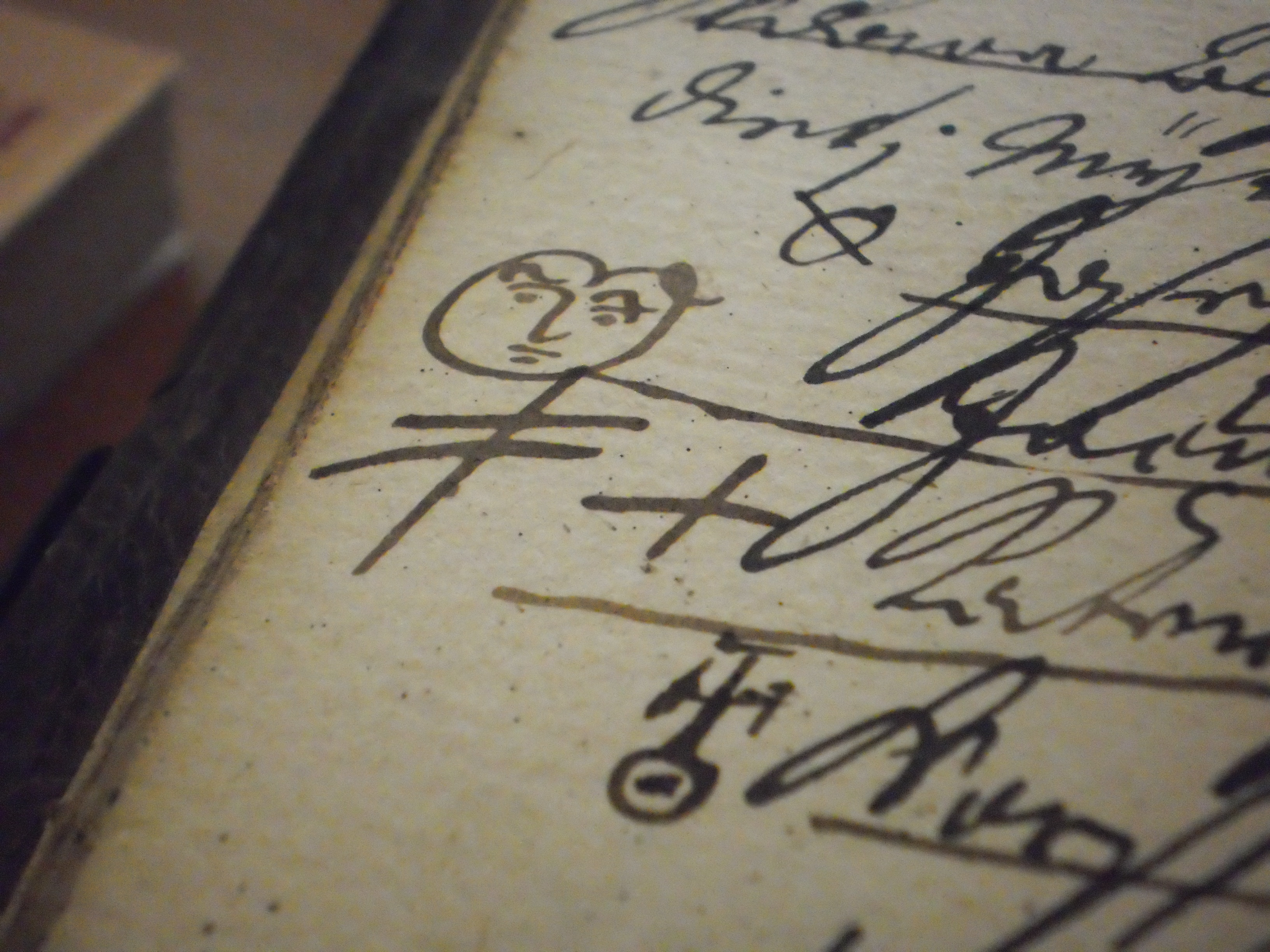
Detail z pozemkové knihy panství Hluboká nad Vltavou, 1685-1855, SOA Třeboň

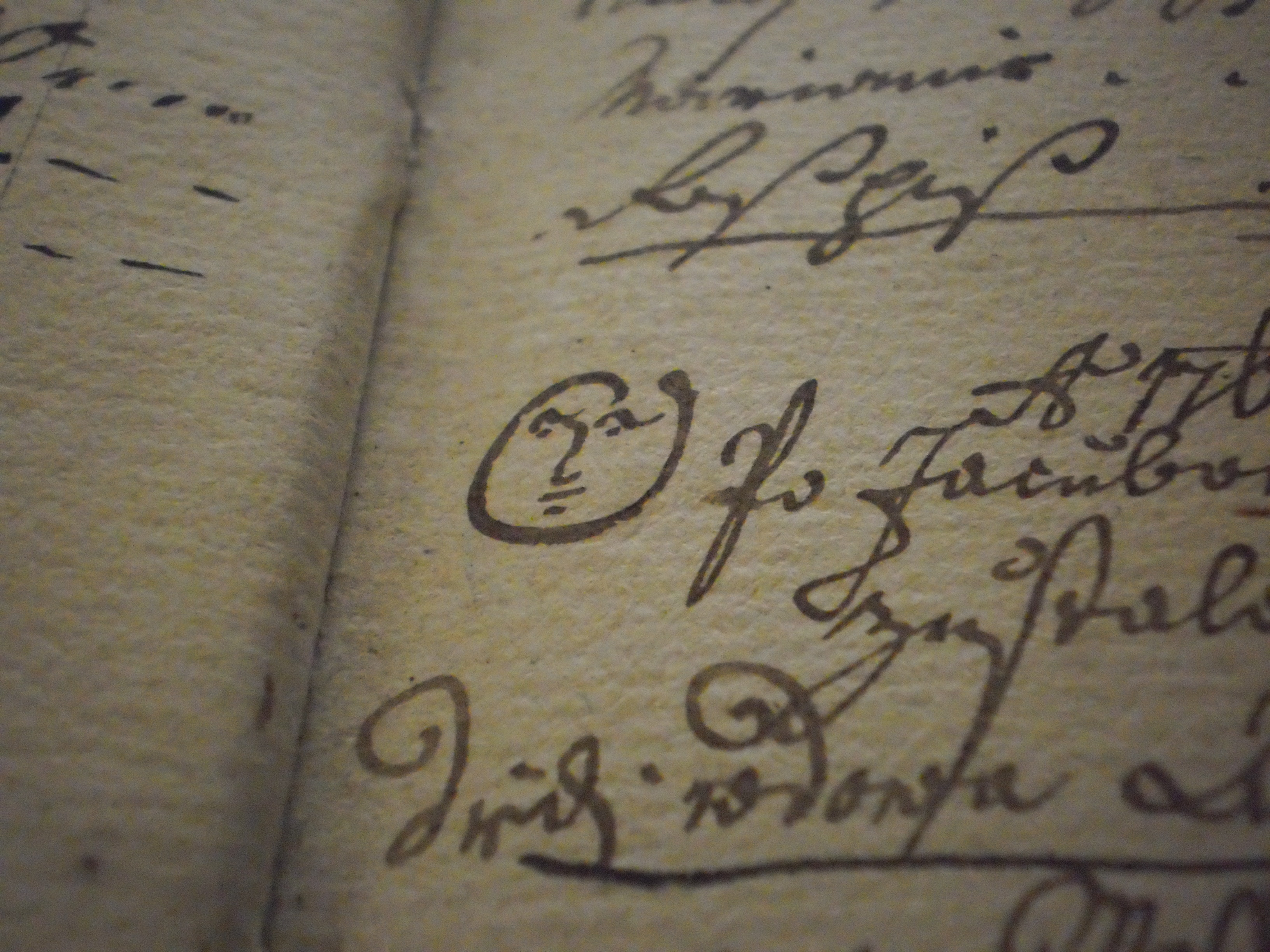
Detail z pozemkové knihy panství Hluboká nad Vltavou, 1685-1855, SOA Třeboň

Smysl v používání emotikonů je zkrácení jednoznačného zápisu, emotivní doplnění či podtržení významu. Podobnost s emotikony bychom ale mohli spatřovat i například s dochovanými rukopisy v archivních fondech. Vyskytují se i písemné prameny, jejichž znaménka pro poznámkový aparát byla zdobena kresbami, tak, jako například v zápisech z gruntovní knihy z přelomu 17. a 18. století jednotlivými písaři vrchnosti. Původním smyslem bylo dokrášlit jednotvárné odkazování úředních knih. O „typografickém umění“ s tištěnými emotikony pojednává článek z novin Puck z roku 1881 vydaný Josephem Kepplerem.

## Jednoduché příklady
Základní emotikony se obvykle skládají z očí (či brýlí), nosu (ten ovšem bývá někdy vynechán) a úst.
| emotikon | vysvětlení                   |
| -------- | ---------------------------- |
| :-)      | usmívající se                |
| :-(      | smutný                       |
| ;-)      | spiklenecky mrkající         |
| :-P      | vyplazující jazyk            |
| :-\|     | neutrální výraz (Poker Face) |
| :-O      | udivený nebo zděšený         |
| :-*      | líbající                     |

## Sociologicko-psychologický základ
Protože je internet a textová telekomunikace poměrně nový druh dorozumívání, člověk je stále podvědomě zvyklý vidět tvář, nebo alespoň slyšet hlas svého protějšku. Největší problém těchto médií pak vzniká, když se nedá pochopit smysl nějakého výrazu (který může skrývat dvojsmysl), protože je nemožné zjistit emocionální stav komunikujícího. Ze sociologicko-psychologického hlediska byl tedy vznik emotikonů předvídatelný.